# Premio Caccioppoli
El premio Caccioppoli es un premio dedicado a la memoria del matemático: Renato Caccioppoli, que concede la: Unión Matemática Italiana a un matemático de: nacionalidad italiana y renombre internacional que no tenga más de 38 años. Actualmente el ganador recibe diez mil euros.
El premio Caccioppoli es asignado por una comisión de 5 matemáticos nombrados por la Oficina de la Unión Matemática Italiana. Hasta 1970, el premio se concedía cada dos años y luego cada cuatro. Tradicionalmente se entrega durante la ceremonia de apertura del Congreso de la Unión Matemática Italiana que tiene lugar cada cuatrienio.

## Galardonados
- 1960: Ennio De Giorgi (Escuela Normal Superior de Pisa)
- 1962: Edoardo Vesentini (Universidad de Pisa)
- 1964: Emilio Gagliardo  (Universidad de Génova)
- 1966: Enrico Bombieri (Universidad de Pisa)
- 1968: Mario Miranda (Universidad de Pisa)
- 1970: Claudio Baiocchi (Universidad de Pavía)
- 1974: Alberto Tognoli (Universidad de Pisa)
- 1978: Enrico Giusti (Universidad de Pisa)
- 1982: Antonio Ambrosetti (Scuola internazionale superiore di studi avanzati)
- 1986: Corrado De Concini (Universidad de Roma La Sapienza)
- 1990: Gianni Dal Maso (Scuola internazionale superiore di studi avanzati)
- 1994: Nicola Fusco (Universidad de Nápoles Federico II)
- 1998: Luigi Ambrosio (Escuela Normal Superior de Pisa)
- 2002: Giovanni Alberti (Universidad de Pisa)
- 2006: Andrea Malchiodi (Scuola internazionale superiore di studi avanzati)
- 2010: Giuseppe Mingione (Universidad de Parma)
- 2014:  Camillo De Lellis (Universidad de Zúrich)
- 2018: Valentino Tosatti (Northwestern University)